# Stanislas Kubacki
Stanislas Kubacki est un résistant communiste d'origine polonaise, membre des Forces françaises de l'intérieur et des Francs-tireurs et partisans - Main-d'œuvre immigrée, né le 2 mai 1908 à Siąszyce, fusillé le 21 février 1944 au Mont-Valérien (commune de Suresnes). C'était un soldat volontaire des FTP-MOI au sein du Groupe Manouchian-Boczov-Rayman  des FTP-MOI de la région parisienne, dont une dizaine avaient leur portrait sur l'Affiche rouge.

## Biographie
Stanislas Kubacki naît le 2 mai 1908 à Siąszyce dans la voïvodie de Grande-Pologne. Il est le fils de Stanislas et Francisca Kubacki, née Wajtysiak. Il arrive en France en 1925. Il épouse sa compatriote Geneviève Klébek. Ils ont un fils, Édouard, né le 20 mars 1930 à Avion (Pas-de-Calais). La famille aménage à Livry-Gargan (Seine-et-Oise) puis à Sevran.  
Stanislas milite au Parti communiste français. À la suite d'une manifestation devant l'église de Sevran, le 16 juin 1935, contre l'ancien chef d'État polonais Józef Piłsudski, lors de laquelle il moleste un militant nationaliste. Considéré comme « communiste acharné, chef de la cellule de Sevran », il fait l'objet de trois condamnations pour « vol, coups et blessures, port d’arme, défaut de carnet, rébellion » et d'un arrêté d'expulsion notifié le 14 mars 1936 puis d'une nouvelle condamnation, pour un motif inconnu, à trois mois de prison à Céret (Pyrénées-Orientales) et d'un nouvel arrêté d’expulsion signifié le 24 avril 1937. Il parvient à s'enfuir et mène la lutte clandestine auprès de la communauté polonaise de Mitry-Mory.
Il s'engage dans les Brigades internationales. Il combat sur le front à Madrid, à la bataille de Guadalajara, à Saragosse. Affecté au bataillon Dombrowski puis à la XIIIe brigade, il est commissaire de compagnie puis chef de transport affecté au parc automobile pour lequel il n'hésite pas à procéder à des réquisitions forcées. À son retour d'Espagne, il est interné au camp du Vernet puis au camp de Gurs.
Déporté vers l'Allemagne, il s'évade et rejoint les combattants des Francs-tireurs et partisans - Main-d'œuvre immigrée (FTP-MOI). Soupçonné de vol, il est interpellé et conduit au commissariat de Villeparisis (Seine-et-Marne) le 12 mai 1942. Les policiers saisissent sur lui deux feuillets de timbres de cotisation « Aidez les victimes du Fascisme », un carnet avec les mentions « Ne pas aller en Allemagne pour y travailler » et « Sabotage partisan », plusieurs fausses cartes d'identités et trois fiches de démobilisation en blanc du centre de Caussade (Tarn-et-Garonne). Il parvient à s'évader. Au début de l'été 1942, il travaille, sous le nom d'Ignace Kuba, comme bûcheron dans un chantier forestier à Montgeron (Seine-et-Oise). Se doutant qu'il est recherché, il quitte les lieux. Quelques jours plus tard le maire de Tremblay-les-Gonesse est agressé. Kubacki est soupçonné sans preuve. Le 6 août 1942, Félix Kuc, ressortissant polonais, est tué. Kubacki est suspecté. Le 13 novembre 1942, avec Gustave Migatulski et quatre autres hommes, il participe à l'attaque d'une ferme à Arnouville-lès-Gonesse où Tremblay-lès-Gonesse d'où, sous la menace des leurs armes, ils emportent dix mille francs en argent et en bijoux,. 
Le 7 décembre 1942, des inspecteurs des Brigades spéciales l'arrêtent avec Antoine Kalita et Anna Finkelstein chez laquelle il loge à Puteaux. Il porte sur lui une fausse carte d'identité au nom de Stefan Piglovski et des feuillets avec des notes en polonais sur des opérations de sabotage dans le nord de la France. Sur ordre de l'officier allemand qui fait la liaison avec la préfecture de police, ils sont livrés à la Gestapo, 11 rue des Saussaies à Paris. Stanislas Kubacki y est interrogé et torturé à de multiples reprises pendant plusieurs jours. Il est ensuite incarcéré à Fresnes.
Il est l'un des vingt-quatre accusés qui comparaissent le 18 février 1944 devant le tribunal du Gross Paris rue Boissy-d'Anglas,.
Il est fusillé au Mont-Valérien le 21 février 1944 avec les vingt-deux autres condamnés à mort. Il laisse à sa femme et à son fils une lettre dans laquelle il écrit : « je meurs pour la liberté, pour la France et pour la Pologne ». Il est inhumé dans le carré des corps restitués aux familles dans le cimetière parisien d'Ivry. Son nom figure sur les plaques commémoratives dédiées au groupe Manouchian y compris au Panthéon,.
Sa tombe porte la mention « Mort pour la France »,, attribuée par le Secrétariat général aux Anciens Combattants en date du 28 novembre 1945. La Médaille de la Résistance française lui est octroyée par décret du 31 mars 1947 publié au Journal officiel du 26 juillet 1947. Il a le grade militaire de sous-lieutenant des Forces françaises de l'intérieur. Le bataillon polonais qui participa à la libération de Paris porte le nom de Stanislas Kubacki.

## Liste des membres du «groupe Manouchian» exécutés
La liste suivante des 23 membres du « groupe Manouchian » exécutés par les Allemands signale par la mention (AR) les dix membres que les Allemands ont fait figurer sur l'Affiche rouge. 
Le nom de chacun des 23 est gravé sur la plaque de la crypte et cité avec la mention « Mort pour la France » lors de l'entrée de Missak et Mélinée Manouchian au Panthéon le 21 février 2024,.

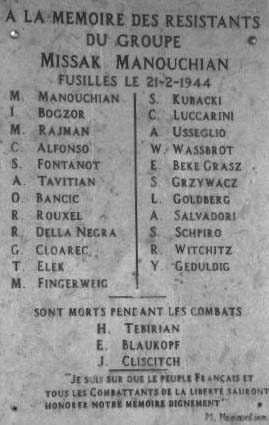
Mémorial de l'Affiche rouge à Valence.

- Celestino Alfonso (AR), Espagnol, 27 ans
- Olga Bancic, Roumaine, 32 ans, seule femme du groupe, elle n'est pas fusillée mais guillotinée en Allemagne le 10 mai 1944
- Joseph Boczov [József Boczor; Wolff Ferenc] (AR), Hongrois, 38 ans - Ingénieur chimiste
- Georges Cloarec, Français, 20 ans
- Rino Della Negra, Italien, 19 ans
- Thomas Elek [Elek Tamás] (AR), Hongrois, 18 ans - Étudiant
- Joseph Epstein, polonais, 32 ans, il est le supérieur de Missak Manouchian ; arrêté avec lui il est fusillé au Mont-Valérien le 11 avril 1944
- Maurice Fingercwajg (AR), Polonais, 19 ans
- Spartaco Fontanot (AR), Italien, 22 ans
- Jonas Geduldig, Polonais, 26 ans
- Emeric Glasz [Békés (Glass) Imre], Hongrois, 42 ans - Ouvrier métallurgiste
- Léon Goldberg, Polonais, 19 ans
- Szlama Grzywacz (AR), Polonais, 34 ans
- Cesare Luccarini, Italien, 22 ans
- Missak Manouchian (AR), Arménien, 37 ans
- Arpen Tavitian, Arménien, 44 ans
- Marcel Rajman (AR), Polonais, 21 ans
- Roger Rouxel, Français, 18 ans
- Antoine Salvadori, Italien, 24 ans
- Willy Schapiro, Polonais, 29 ans
- Amedeo Usseglio, Italien, 32 ans
- Wolf Wajsbrot (AR), Polonais, 18 ans
- Robert Witchitz (AR), Français, 19 ans

Stanislas Kubacki, Polonais, 36 ans, interné à Fresnes un an auparavant, bien que fusillé avec eux il n'appartient pas au « Groupe Manouchian »

## Décoration
- Médaille de la Résistance française, à titre posthume par le décret du 31 mars 1947[16].